# Гамм-ам-Райн
Гамм-ам-Райн (нім. Hamm am Rhein) — громада в Німеччині, розташована в землі Рейнланд-Пфальц. Входить до складу району Альцай-Вормс. Складова частина об'єднання громад Айх.
Площа — 7,89 км2. Населення становить 2030 ос. (станом на 31 грудня 2020).